# 米尔地区圣马丁
米尔地区圣马丁是奥地利上奥地利州罗尔巴赫县的一个市镇。总面积35平方公里，总人口3585人，人口密度102.4人/平方公里（2005年）。